# ハッピィブルー
『ハッピィブルー』（原題: The Pallbearer）は、1996年のアメリカ映画。マット・リーヴスの長編映画監督デビュー作である。第49回カンヌ国際映画祭のある視点部門で上映された。

## ストーリー
1年前に大学を卒業し、就職活動中のトムのもとにある日、ルースという女から息子でトムの親友でもあるビルの葬儀に来て欲しいという連絡がある。しかし、トムはビルのことを全く覚えていない。ともあれ、トムは葬儀に行くのだが、そこで高校時代にあこがれのマドンナだったジュリーと再会する。

## キャスト
※括弧内は日本語吹き替え
- トム・トンプソン - デヴィッド・シュワイマー（松本保典）
- ジュリー・デマルコ - グウィネス・パルトロー（佐々木優子）
- ブラッド - マイケル・ラパポート（古澤徹）
- シンシア - トニ・コレット（沢海陽子）
- トムの母親 - キャロル・ケイン
- スコット - マイケル・ヴァルタン
- ルース - バーバラ・ハーシー（鈴木弘子）
- ローレン - ビッティ・シュラム（深水由美）
- ルシール - エリザベス・フランツ

## 評価
レビュー・アグリゲーターのRotten Tomatoesでは21件のレビューで支持率は48%、平均点は5.20/10となった。